# Catherine de Viglione
Catherine de Viglione (Caterina di Vilioni/e, en italien moderne ?) est une femme italienne issue d'une famille de commerçants qui vivait à Yangzhou (Chine) au cours du XIVe siècle.

## Histoire
Catherine de Viglione est connue par sa pierre tombale, qui a été découverte en 1951 par l'Armée populaire de libération entre les remparts de la ville.
Cette stèle explique, en latin avec capitales lombardes, qu'elle est morte en 1342 et qu'elle était la fille de Domenico Vilioni. Elle contient également des représentations du martyre de Sainte Catherine d'Alexandrie.
L'existence de cette pierre tombale à Yangzhou, quelques décennies après la visite de Marco Polo qui avait joué un rôle administratif dans la même ville, suggère qu'il y existait une communauté italienne en plein essor, probablement impliquée dans le commerce de la soie.

## Inscription sur la stèle
« In nomine D[omi]ni amen hic jacet
Katerina filia q[u]ondam Domini
D[omi]nici de Vilionis que obiit in
anno Domini mileximo CCC
XXXX II de mense Junii »
soit en français :
« Au nom du Seigneur, amen. Ici repose
Catherine, fille du défunt seigneur
Domenico de Vilioni décédée en l'an 13
42 dans le mois de juin »
Le médiéviste Robert Lopez a corrigé le nom de famille en « Ilioni », et relié le père de Catherine à un certain « Dominico Ilioni ». Ce dernier, inscrit en 1348 dans les registres de la ville de Gênes était lié à un marchand nommé Jacopo de Oliverio. Le document génois précise qu'il avait vécu dans le « royaume de Cathay », où il avait multiplié par cinq ses revenus.

## Autres
Une autre plaque, plus petite, a été découverte quelques années après celle de Catherine, avec une sculpture chrétienne et une courte inscription mentionnant la mort du fils du même Dominico, nommé Antonio, en novembre 1344.
Cette communauté italienne aurait été soutenue par une sorte de structure religieuse. En 1322, le religieux Odoric de Pordenone avait visité Yangzhou, et a affirmé qu'il y habitait chez des Franciscains, et qu'il y avait également trois églises nestoriennes dans la ville.

## Sources
- (en) Cet article est partiellement ou en totalité issu de l’article de Wikipédia en anglais intitulé « Katarina Vilioni » (voir la liste des auteurs).